# Île Frégate
Île Frégate är en obebodd ö i Saint-Barthélemy (Frankrike). Den ligger norr om huvudön, 5 km norr om huvudstaden Gustavia. Arean är 0,29 kvadratkilometer.